# Mackenzie (fluviu)
Mackenzie (Mackenzie River) este un fluviu cu o lungime de 1.903 km, situat în Teritoriile de Nordvest din Canada. Fluviul poartă numele exploratorului scoțian Alexander MacKenzie (1764-1820) care a descoperit  fluviul în anul 1789.